# Théodule Charles Devéria
Théodule Charles Devéria [teodyl dəveʁja] (Pariz, 1. srpnja 1831. – Pariz, 25. siječnja 1871.) bio je francuski egiptolog, sin slikara Achillea Devérije i nećak Eugènea Devérije.
Mnogo je godina proučavao egipatske papiruse u Louvreu. Znao je mnogo o staroegipatskim pogrebnim tekstovima, posebice Knjizi mrtvih.
E. A. Wallis Budge je rekao da je Devéria imao široko znanje o Knjizi mrtvih te da je njegova smrt zaista velik gubitak za egiptologiju.
Devéria je kritizirao interpretacije Josepha Smitha koje je ovaj dao glede prijevoda papirusa znanog kao Knjiga Abrahamova.